# Libor Pimek
Libor Pimek (ur. 3 sierpnia 1963 w Moście) – belgijski tenisista pochodzenia czeskiego, reprezentant Belgii i Czechosłowacji w Pucharze Davisa.

## Kariera tenisowa
Jako zawodowy tenisista Pimek występował w latach 1982–1999.
W grze pojedynczej wygrał jeden turniej rangi ATP World Tour, w 1984 roku w Monachium, a rok później był w finale w Wiedniu.
Na przełomie lat 80. i 90. skoncentrował się na grze deblowej. Zmienił w tym czasie przynależność państwową, zostając w 1989 roku obywatelem Belgii. Łącznie wygrał 17 turniejów z cyklu ATP World Tour, a w dalszych 12 dochodził do finału. Najlepszym sezonem w karierze Pimka był 1996 rok, w którym wygrał cztery turnieje, był w finale zawodów ATP Masters Series w Rzymie, dotarł do ćwierćfinału wielkoszlemowego Rolanda Garrosa oraz, wspólnie z Byronem Talbotem, zakwalifikował się do turnieju ATP World Tour World Championships (odpadli po meczach grupowych).
Ze względu na zmianę obywatelstwa miał okazję występować w reprezentacjach narodowych dwóch państw. Dla Czechosłowacji występował w latach 1983–1985, natomiast dla Belgii grał w latach 1991–1998. Grając dla obu krajów wystąpił łącznie w 13 meczach, z których w 5 zwyciężył.
W rankingu gry pojedynczej Pimek najwyżej był na 21. miejscu (22 kwietnia 1985), a w klasyfikacji gry podwójnej na 15. pozycji (29 lipca 1996).

### Finały w turniejach ATP World Tour

#### Zwycięzca
Gra pojedyncza (1)
- 1984 – Monachium

Gra podwójna (17)
- 1983 – Nicea
- 1984 – Bari
- 1985 – Boston
- 1986 – St. Vincent, Ateny
- 1990 – Bordeaux
- 1992 – Gstaad, Estoril
- 1993 – Florencja, Praga, Bukareszt
- 1995 – Praga
- 1996 – Zagrzeb, Kopenhaga, Kitzbühel, Stuttgart (korty ziemne)
- 1997 – Palermo

#### Finalista
Gra pojedyncza (1)
- 1985 – Wiedeń

Gra podwójna (12)
- 1984 – Genewa
- 1985 – Bordeaux
- 1991 – Bruksela, Praga
- 1992 – Kolonia, Kopenhaga
- 1993 – Hilversum
- 1995 – Bolonia, Sankt Pölten
- 1996 – Rzym
- 1997 – Amsterdam, Rotterdam